# Неруда Воллей Больцано
«Неруда Воллей Больцано» (до 2017 — «Зюдтироль Больцано») — итальянская женская волейбольная команда из Бронцоло. Входит в структуру волейбольного клуба «Неруда Воллей» (Neruda Volley).

## Достижения
- Победитель чемпионата Италии среди команд серии А2 — 2015;
- Победитель Кубка Италии среди команд серии А2 — 2015.

## История
Волейбольный клуб «Неруда Воллей» был образован в городе Бронцоло в 1978 году. Своё название получил по городскому клубу культуры имени чилийского поэта Пабло Неруды. На протяжении 30 лет команда клуба выступала в региональных соревнованиях, а в 2008—2011 в серии С чемпионата Италии. В сезоне 2011/2012 команда дебютировала в серии В2, заняв в ней итоговое 8-е место.
В 2012 ВК «Неруда Воллей» выкупил у клуба «Виджевано» право на выступление в серии В1. Команда «Зюдтироль Больцано», названная по основному спонсору клуба — туристической компании Südtirol, стала второй в чемпионате Италии в этом дивизионе, а затем была включена в серию А2 после снятия ряда команд с турнира. В 2013/2014 «Зюдтироль» стал 8-м во втором по значимости дивизионе итальянского женского волейбольного первенства, а в следующем сезоне выиграл чемпионат и Кубок страны среди команд серии А2 и получил путёвку в серию А1.
Дебютный сезон в ведущей волейбольной лиге сложился для команды из Бронцоло неудачно. Одержав в регулярном первенстве лишь 3 победы в 24 матчах, «Зюдтироль» замкнул турнирную таблицу первенства. В значительной степени игра команды держалась на ударной мощи двух волейболисток сборной Доминиканской Республики — Брайелин Мартинес (вошедшей в десятку самых результативных игроков чемпионата) и Джины Мамбру, а также итальянки Иларии Гардзаро, но для успешного выступления этого оказалось недостаточно.
Вскоре после завершения сезона 2015/2016 руководство клуба объявило о расформировании команды, но позже это решение было пересмотрено и после выкупа у ВК «Лю-Джо Воллей» прав на выступление в ведущем дивизионе команда «Зюдтироль Больцано» вновь включена в число участников серии А1 чемпионата Италии. К тому времени клуб покинули все игроки и тренеры и команда была набрана заново. Из самых известных новичков следует выделить голландку Марет Гротхёйс-Балкенстейн, француженку Кристину Бауэр, хорватку Саню Попович, американку Мишель Барч. Главным тренером назначен Франсуа Сальваньи, в прошлом сезоне приведший румынский «Букурешть» к победе в Кубке вызова ЕКВ. На предварительной стадии чемпионата команда стала 8-й и вынуждена была пробиваться в плей-офф в квалификационной серии матчей против «Бизонте Фиренце». Проиграв соперницам в первом матче 0:3, в ответном волейболистки из Бронцоло победили 3:1, но из дальнейшей борьбы за награды чемпионата выбыли (в квалификационной серии учитывается общее соотношение партий по итогам двух игр). 
В межсезонье 2017 руководством клуба было объявлено о смене названия команды на «Неруда Воллей Больцано» и переводе её из серии А1 в серию В1 (третий по значимости дивизион чемпионата Италии). Главный тренер и все игроки основного состава покинули клуб. С 2018 выступает в серии В2. 

## Волейбольный клуб «Неруда Воллей»
- Президент клуба — Родольфо Фавретто.
- Вице-президент — Тициана Да Дамос.

## Арена
Домашние матчи «Неруда Воллей Больцано» проводит в Больцано (13 км к северу от Бронцоло) во Дворце спорта «PalaResia». Вместимость — 3000 зрителей.

## Сезон 2019—2020

### Состав
| №  | Имя, фамилия        | Год рождения | Рост | Амплуа      |
| -- | ------------------- | ------------ | ---- | ----------- |
| 1  | Анна Чекки          | 2003         | 175  | нападающая  |
| 2  | Элиза Лоренци       | 2002         | 172  | связующая   |
| 3  | Сара Вески          | 2003         | 173  | нападающая  |
| 4  | Сара Руггальдьер    | 2002         | 170  | нападающая  |
| 5  | Франческа Мура      | 1995         | 175  | центральная |
| 6  | Камилла Пекораро    | 2001         | 181  | центральная |
| 7  | Аурела Кумруа       | 2003         | 165  | либеро      |
| 8  | Элиза Маркелетти    | 2003         | 174  | связующая   |
| 9  | Николе Ианезелли    | 2001         | 182  | нападающая  |
| 10 | Клаудия Фьябане     | 1997         | 175  | нападающая  |
| 11 | Валентина Гардзилли | 2003         | 173  | центральная |
| 14 | Изабелла Росси      | 1997         | 181  | нападающая  |
| 15 | Алина Керай         | 2004         | 180  | нападающая  |
| 16 | Сара Вареско        | 2002         | 170  | центральная |
| 18 | Джулия Монтали      | 2003         | 162  | либеро      |

- Главный тренер — Андреа Боллини.
- Тренер — Луиджи Аркис.